# Hellmut Augustin

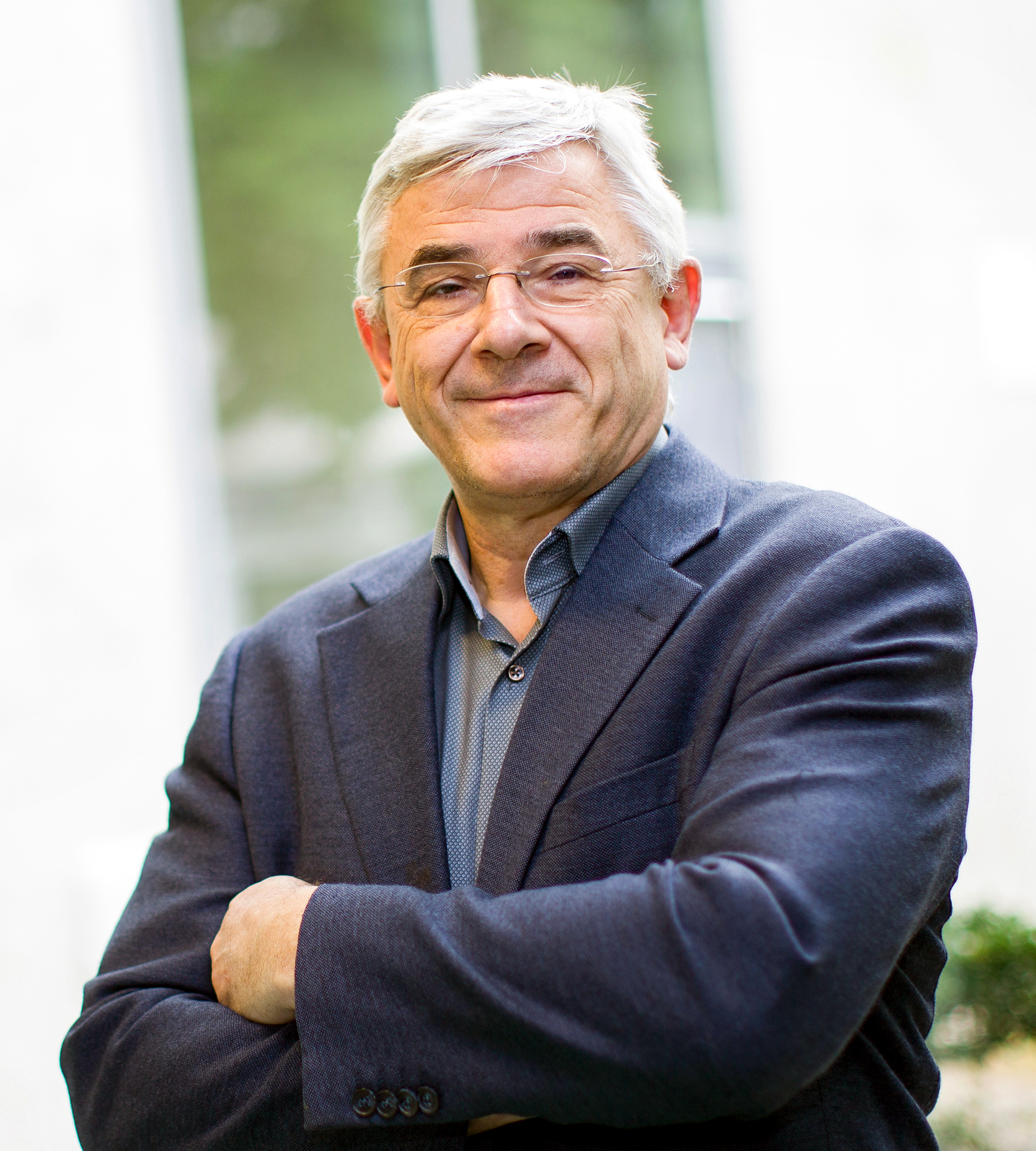
Hellmut G. Augustin (2019)

Hellmut G. Augustin (* 5. Februar 1959 in Glückstadt) ist ein deutscher Veterinärmediziner, Zellbiologe und Hochschullehrer. Er arbeitet auf den Gebieten der Gefäßbiologie (Vaskuläre Biologie) und Tumorbiologie an der Ruprecht-Karls-Universität Heidelberg und dem Deutschen Krebsforschungszentrum (DKFZ). Schwerpunkt seiner Arbeit ist die Erforschung der Bedeutung des Blutgefäßsystems für die Steuerung der normalen und krankhaft gestörten Organfunktion, insbesondere bei Tumorerkrankungen.

## Werdegang
Nach dem Abitur 1977 am Detlefsengymnasium in Glückstadt absolvierte Augustin beim Deutschen Roten Kreuz seinen Zivildienst. Danach studierte er von 1978 bis 1984 Veterinärmedizin an der Tierärztlichen Hochschule Hannover. Von 1985 bis 1987 absolvierte Augustin ein Aufbaustudium im Fach Pathologie. 1987 wurde er zum Dr. med. vet. und 1992 an der Cornell University in Ithaca zum Doctor of Philosophy (Ph.D.) promoviert.  Danach wechselte er an die Frauenklinik der Georg-August-Universität Göttingen, wo er ein Forschungslabor auf dem Gebiet der Reproduktionsangiogenese leitete und 1997 für das Fach Molekulare Zellbiologie habilitiert wurde. Von 2001 bis 2006 war er als Abteilungsleiter an der Klinik für Tumorbiologie und von 2002 bis 2006 als außerplanmäßiger Professor an der Albert-Ludwigs-Universität Freiburg tätig. In dieser Zeit wandte er sich der grundlagenorientierten und translationalen Erforschung der Tumorangiogenese zu. Von 2006 bis 2016 hatte Augustin den Stiftungslehrstuhl für Vaskuläre Biologie und Tumorangiogenese der Aventis-Stiftung an der Medizinischen Fakultät Mannheim der Universität Heidelberg inne.

## Forschung
Der wissenschaftliche Schwerpunkt von Augustins Arbeiten liegt auf dem Gebiet der Gefäßbiologie (Vaskuläre Biologie), speziell der Bereich der Erforschung der Tumormikroumgebung (tumor microenvironment). Er und seine Arbeitsgruppe untersuchen die Wechselwirkungen von Tumorzellen und Gefäßwandzellen (Endothelzellen) im Verlauf der Tumorprogression (Angiogenese) und Metastasierung.
Dabei kommt der organspezifischen Differenzierung von Endothelzellen eine zunehmende Bedeutung für das Verständnis der Steuerung der Organfunktion durch angiokrine Wachstumsfaktoren (angiocrine growth factors) zu.
Augustin gehört zu den Begründern des Gebietes der Reproduktionsangiogenese. Er hat erstmals vaskuläre Organoide hergestellt und deren Differenzierung charakterisiert.
Das von Augustin geleitete gefäßbiologische Forschungslabor untersucht insbesondere die Prozesse der Blutgefäßausreifung und dabei die Rolle des Angiopoietin/Tie-Signalsystems für die normale und gestörte Organfunktion.

## Wissenschaftsadministrative Funktionen
Augustin ist seit 2018 Direktor des European Center for Angioscience (ECAS).
Zudem ist Augustin seit 2019 Sprecher des DFG-Sonderforschungsbereichs Vaskuläre Kontrolle der Organfunktion und Vorsitzender und Gründungsmitglied des Vereins für wissenschaftliche Fachtagungen in der Biomedizin e. V. (VWFB).
Von 2013 bis 2016 war Augustin Direktor der Helmholtz-Allianz Preclinical Comprehensive Cancer Center.

## Auszeichnungen
- 2017: Advanced Grant des Europäischen Forschungsrats[21][22]
- 2014: Heidelberg Molecular Life Science (HMLS) Investigator Award, zusammen mit Roland Eils (Dotation: 100.000 €)[1]
- 2003: Binder Innovationspreis der Deutschen Gesellschaft für Zellbiologie[23]
- 1987: Erich-Aehnelt-Gedächtnispreis für besondere Dissertationen der Tierärztlichen Hochschule Hannover

## Publikationen
Augustin veröffentlichte bisher über 200 wissenschaftliche Arbeiten auf den Gebieten der Gefäßbiologie und der Tumorbiologie. Seine Arbeiten wurden bisher mehr als 20.000-mal zitiert.

### Fachbücher
- mit M. L. Iruela-Arispe, P. A. W. Rogers, S. K. Smithe (Hrsg.): Vascular Morphogenesis in the Female Reproductive System. Birkhäuser Basel, 2001, ISBN 978-1-4612-0213-4, 333 S. (eingeschränkte Vorschau in der Google-Buchsuche)
- (Hrsg.) Methods in Endothelial Cell Biology. Springer Science & Business Media, 2004, ISBN 3-540-21397-X, 383 S. (eingeschränkte Vorschau in der Google-Buchsuche)

### Journals (Auswahl)
- N. Gengenbacher, M. Singhal, C. Mogler, L. Hai, L. Milde, A. A. Abdul Pari, E. Besemfelder, C. Fricke, D. Baumann, S. Gehrs, J. Utikal, M. Felcht, J. Hu, M. Schlesner, R. Offringa, S. Chintharlapalli, H. G. Augustin: Timed Ang2-targeted therapy identifies the Angiopoietin-Tie pathway as key regulator of fatal lymphogenous metastasis. In: Cancer discovery. [elektronische Veröffentlichung vor dem Druck] Oktober 2020, doi:10.1158/2159-8290.CD-20-0122, PMID 33106316.
- M. Jakab, H. G. Augustin: Understanding angiodiversity: insights from single cell biology. In: Development. Band 147, Nummer 15, August 2020, S. , doi:10.1242/dev.146621, PMID 32792338 (Review).
- M. Teichert, L. Milde, A. Holm, L. Stanicek, N. Gengenbacher, S. Savant, T. Ruckdeschel, Z. Hasanov, K. Srivastava, J. Hu, S. Hertel, A. Bartol, K. Schlereth, H. G. Augustin: Pericyte-expressed Tie2 controls angiogenesis and vessel maturation. In: Nature Communications. Band 8, 07 2017, S. 16106, doi:10.1038/ncomms16106, PMID 28719590, PMC 5520106 (freier Volltext).
- N. Gengenbacher, M. Singhal, H. G. Augustin: Preclinical mouse solid tumour models: status quo, challenges and perspectives. In: Nature Reviews Cancer. Band 17, Nummer 12, 12 2017, S. 751–765, doi:10.1038/nrc.2017.92, PMID 29077691 (Review).
- J. Hu, K. Srivastava, M. Wieland, A. Runge, C. Mogler, E. Besemfelder, D. Terhardt, M. J. Vogel, L. Cao, C. Korn, S. Bartels, M. Thomas, H. G. Augustin: Endothelial cell-derived angiopoietin-2 controls liver regeneration as a spatiotemporal rheostat. In: Science. Band 343, Nummer 6169, Januar 2014, S. 416–419, doi:10.1126/science.1244880, PMID 24458641.
- U. Fiedler, Y. Reiss, M. Scharpfenecker, V. Grunow, S. Koidl, G. Thurston, N. W. Gale, M. Witzenrath, S. Rosseau, N. Suttorp, A. Sobke, M. Herrmann, K. T. Preissner, P. Vajkoczy, H. G. Augustin: Angiopoietin-2 sensitizes endothelial cells to TNF-alpha and has a crucial role in the induction of inflammation. In: Nature Medicine. Band 12, Nummer 2, Februar 2006, S. 235–239, doi:10.1038/nm1351, PMID 16462802.